# Diocèse de Tabasco
Le diocèse de Tabasco (en latin : Dioecesis Tabasquensis ; en espagnol : Diócesis de Tabasco) est un diocèse de l'Église catholique du Mexique, suffragant de l'archidiocèse du Yucatán.

## Territoire

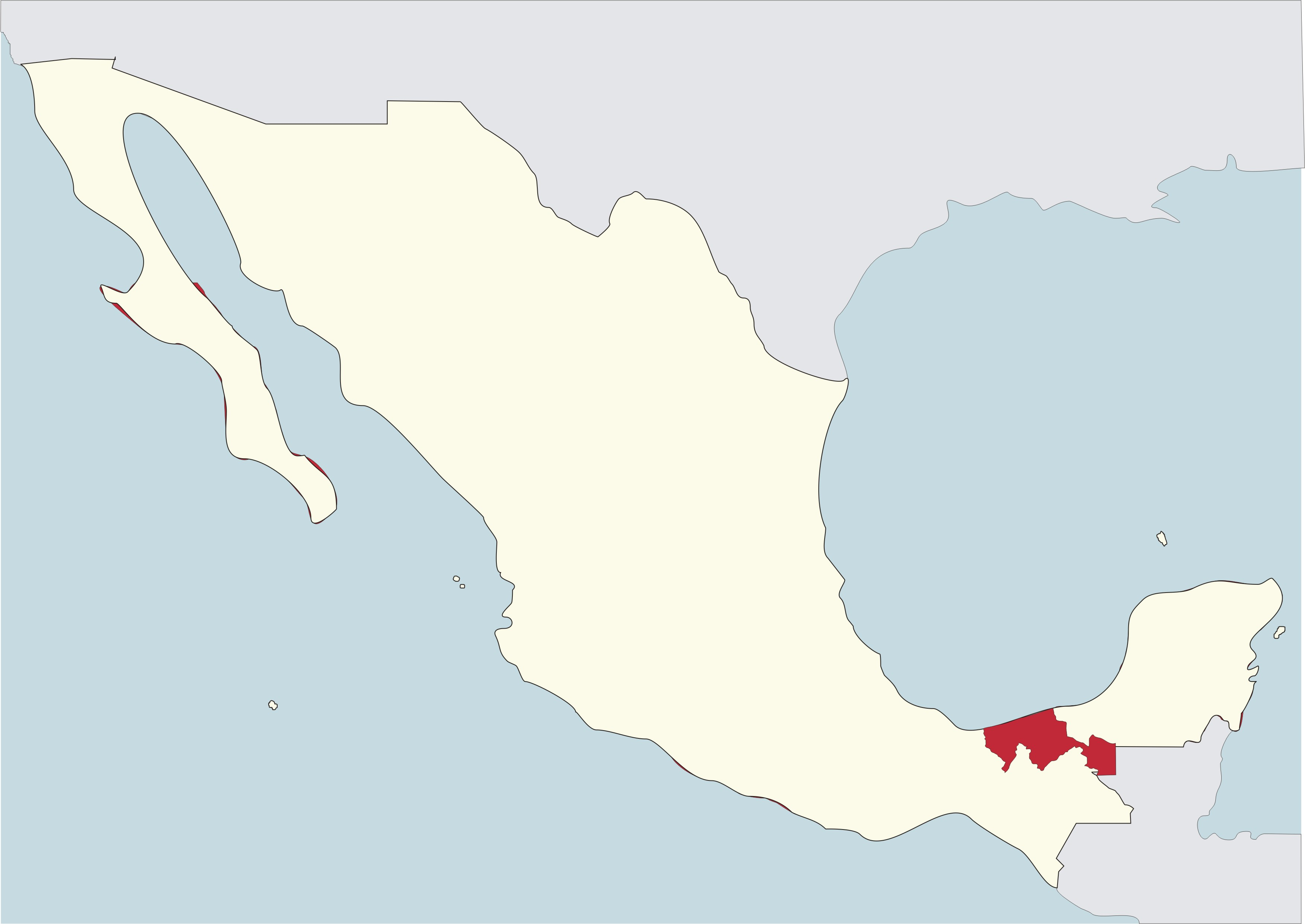
Diocèse de Tabasco en rouge sur la carte du Mexique

Il comprend l'État de Tabasco ce qui correspond à un territoire d'une superficie de 24 738 km2 divisé en 106 paroisses. Le siège épiscopal est dans la ville de Villahermosa où se trouve la cathédrale du Seigneur (es).

## Historique
Le diocèse est érigé le 25 mai 1880 par la bulle Cum iuxta apostolicum du pape Léon XIII en prenant une partie du territoire du diocèse du Yucatán (aujourd'hui archidiocèse du Yucatán).
Nommé suffragant de l'archidiocèse de Mexico lors de sa création, il intègre la province ecclésiastique de l'archidiocèse d'Antequera le 23 juin 1891 en vertu de la bulle Illud in primis du pape Léon XIII.
Il cède une portion de son territoire le 24 mars 1895 pour l'érection du diocèse de Campeche.
Le 11 novembre 1906, il rejoint la province ecclésiastique de l'archidiocèse du Yucatán par le décret Quum rei sacrae.
Il cède une autre portion de son territoire le 27 octobre 1964 pour la création du diocèse de Tuxtla Gutiérrez (aujourd'hui archidiocèse de Tuxtla Gutiérrez).

## Évêques
- Agustín de Jesús Torres y Hernández, C.M (19 novembre 1881 - 30 juillet 1885), nommé évêque de Tulancingo
- Perfecto Amézquita y Gutiérrez, C.M (7 juin 1886 - 3 décembre 1896), nommé évêque de Tlaxcala
- Francisco María Campos y Ángeles (7 mars 1897 - 2 octobre 1907), nommé évêque de Chilapa
- Leonardo Castellanos y Castellanos (22 mars 1908 - 19 mai 1912)
- Antonio Hernández y Rodríguez (2 décembre 1912 - 23 septembre 1922)
- Pascual Díaz y Barreto, S.J (11 décembre 1922 - 25 juin 1929), nommé archevêque de Mexico
- Vicente Camacho y Moya (14 février 1930 - 18 février 1943)
  - Sede vacante (1943-1945)
- José de Jesús Angulo del Valle y Navarro (2 juin 1945 - 19 septembre 1966)
- Antonio Hernández Gallegos (24 février 1967 - 22 octobre 1973)
- Rafael García González (30 mai 1974 - 4 janvier 1992), nommé évêque de León
- Florencio Olvera Ochoa (19 octobre 1992 - 22 février 2002), nommé évêque de Cuernavaca
- Benjamín Castillo Plascencia (8 février 2003 - 29 avril 2010), nommé évêque de Celaya
- Gerardo de Jesús Rojas López, depuis le 7 décembre 2010